# Jennifer Lyon Bell
Jennifer Lyon Bell (Concord, Massachusetts; 6 de agosto de 1969) es una directora de cine y productora de películas eróticas, curadora, profesora y escritora estadounidense. Es una de las primeras integrantes del movimiento de pornografía feminista y del movimiento de pornografía ética, junto a la cineasta sueca Erika Lust, Shine Louise Houston, Tristan Taormino y Maria Beatty. Es la fundadora y directora creativa de la productora independiente Blue Artichoke Films, con sede en Ámsterdam (Países Bajos).
Tiene títulos de honor de la Universidad de Harvard en Psicología, (BA) y de la Universidad de Ámsterdam en Estudios de Cine y Televisión (MA).
Las películas de Bell han sido citadas por su sentido de intimidad, realismo y autenticidad.
Bell dice que su objetivo es crear un cambio social positivo con sus películas eróticas erotizando deliberadamente la comunicación sexual entre parejas, diversificando las representaciones de género, y mostrando diversidad en ambos actores (raza diversa, tipo de cuerpo, etc.) y en mostrar la naturaleza flexible, diversa y creativa del sexo.
Sus películas y proyectos han sido cubiertos en medios como Vice, BuzzFeed, Playboy, Filmmaker, Dazed, Cosmopolitan, y el Huffington Post, entre otros.